# Жан-Ален Бумсонг
Жан-Ален Бумсонг (на френски: Jean-Alain Boumsong) е бивш френски футболист-национал, защитник от камерунски произход. Започва професионалната си кариера през 1997 г. в Льо Авър АК. До 2000 г. изиграва 42 мача с 1 гол. През 2000 г. преминава в АЖ Оксер. До 2003 г. изиграва 131 мача с 3 гола. През сезон 2004 – 2005 играе в Глазгоу Рейнджърс (18 мача, 2 гола). През сезон 2005 – 2006 играе за ФК Нюкасъл Юнайтед (40 мача). От 2006 до 2008 играе за ФК Ювентус (33 мача, 2 гола). От 2008 е играч на Олимпик Лион. Там играе до 2010 г., а след това прекарва 3 сезона в Панатинайкос. За националния отбор на Франция дебютира през 2003 г. Изиграва 27 мача с 1 гол. Сребърен медалист от Световното първенство през 2006 г.